# Jazz Camping
Jazz Camping – spotkania jazzowe odbywające się na Kalatówkach w latach 1959–1960. Reaktywowane w 1997 roku. Wszystkie edycje imprezy odbywały się i nadal odbywają w Hotelu górskim PTTK Kalatówki.

## Historia
Organizatorami pierwszej edycji Jazz Campingu, który odbył się w dniach 20-28 lutego 1959 roku byli Jan Zylber i Jan Borkowski. Już drugiego dnia campingu (1959) w zakopiańskiej restauracji "Jędruś" odbył się pierwszy w tym mieście jazz band ball. Zaproszenia w cenie 40 zł na tzw. czarnej giełdzie kosztowały 150 zł. Inne atrakcje to m.in. wyścig na fotelach, którego zwycięzcą został Jerzy "Duduś" Matuszkiewicz, czy śniegowa bitwa, podczas której Rosław Szaybo miał na głowie przyłbicę zrobioną z deski klozetowej. Wieczorem odbył się kulig z pochodniami do "Romy" w Dolinę Strążyską, gdzie polscy jazzmani grali z kapelą cygańską. Impreza jak i okoliczne Tatry Zachodnie stanowiły swoisty azyl dla polskich muzyków jazzowych znajdujących tutaj schronienie przed władzą komunistyczną, która nie sprzyjała wrogiej ideologicznie muzyce. Na Kalatówkach zjawiło się około siedemdziesięciu osób (ówczesnym kierownikiem hotelu był Jan Koźlecki). Wśród uczestników dwóch pierwszych Campingów byli m.in. jazzmani: Andrzej Kurylewicz, Jerzy "Duduś" Matuszkiewicz, Andrzej Wojciechowski, Roman Dyląg, Andrzej Trzaskowski, Krzysztof Komeda, Zbigniew Namysłowski, Wojciech Karolak, Jan Ptaszyn Wróblewski, Andrzej Dąbrowski, w tym: Zofia Komedowa, Wanda Warska, Katarzyna Gärtner, a także gwiazdy ze świata filmu, m.in.: Roman Polański, Barbara Kwiatkowska-Lass, Teresa Tuszyńska, Maria Wachowiak, Gustaw Holoubek; modelka Grażyna Hase, fotograficy Wojciech Plewiński i Marek Karewicz, plastyk Rosław Szaybo, a także Marian Eile, ówczesny redaktor naczelny Przekroju. Klimat pierwszych spotkań jazzowych na Kalatówkach w pełni oddaje film dokumentalny w reż. Bogusława Rybczyńskiego pt. Jazz Camping (1959), nakręcony podczas pierwszej edycji imprezy. Druga i zarazem ostatnia odbyła się w dniach 2-11 lutego 1960 roku. W 1997 roku została reaktywowana przez Martę Łukaszczyk (obecna szefowa Hotelu górskiego PTTK Kalatówki) oraz Małgorzatę i Zbigniewa Namysłowskich. Mecenat honorowy nad Jazz Campingiem sprawuje Jerzy "Duduś" Matuszkiewicz. Ton tym spotkaniom nadaje młodzież. Są to przede wszystkim sesje jazzowe prowadzone przez Zbigniewa Namysłowskiego (dyrektor artystyczny), gromadzące studentów i absolwentów szkół muzycznych. W 2018 roku miał swoją premierę film dokumentalny pt. Jazz na Kalatówkach (reż. Robert Kaczmarek). 4 marca 2019 roku o godz. 17:00 w ramach LOTOS Jazz Festival 21. Bielska Zadymka Jazzowa odbył się wernisaż wystawy fotografii autorstwa Wojciecha Plewińskiego pt. 60 lat minęło – Legendarny Jazz Camping Kalatówki 1959.